# 이오아니나현
이오아니나현(그리스어: Νομός Ιωαννίνων)은 이피로스주 북서부에 위치한 그리스의 현으로 현도는 이오아니나이다. 북쪽으로는 알바니아와 국경을 접하고 있으며, 북동쪽으로는 카스토리아현, 동쪽으로는 그레베나현과 트리칼라현, 남동쪽으로는 아르타현, 남쪽으로는 프레베자현, 서쪽과 남서쪽으로는 테스프로티아현과 접한다. 이곳은 이피로스주에서 가장 큰 현으로 이피로스의 거의 절반을 차지한다. 이오아니나 현은 산하 자치 시군이 가장 많은 현이기도 하다.